# David Zbíral
David Zbíral (* 23. července 1980, Brno) je český religionista, působící na Ústavu religionistiky Filozofické fakulty Masarykovy univerzity v Brně.

## Život
Vystudoval religionistiku a francouzský jazyk a literaturu na Filozofické fakultě Masarykovy univerzity. Zaměřuje se na teorii a metodologii religionistiky, středověké křesťanství, hnutí katarů, ortodoxii a herezi ve středověku a na regulaci sexuality v dějinách křesťanství. Pro funkční období 2008–2011 a znovu pro léta 2011–2014 byl zvolen tajemníkem České společnosti pro religionistiku.[zdroj?] Od roku 2009 zastává funkci výkonného redaktora odborného religionistického časopisu Religio.[zdroj?] Pracuje jako odborný asistent na Ústavu religionistiky FF MU v Brně.

## Vybrané publikace
- ZBÍRAL, David. Největší hereze:. Praha: Argo, 2007. ISBN 978-80-7203-914-2.